# Parque Tecnológico de Belo Horizonte

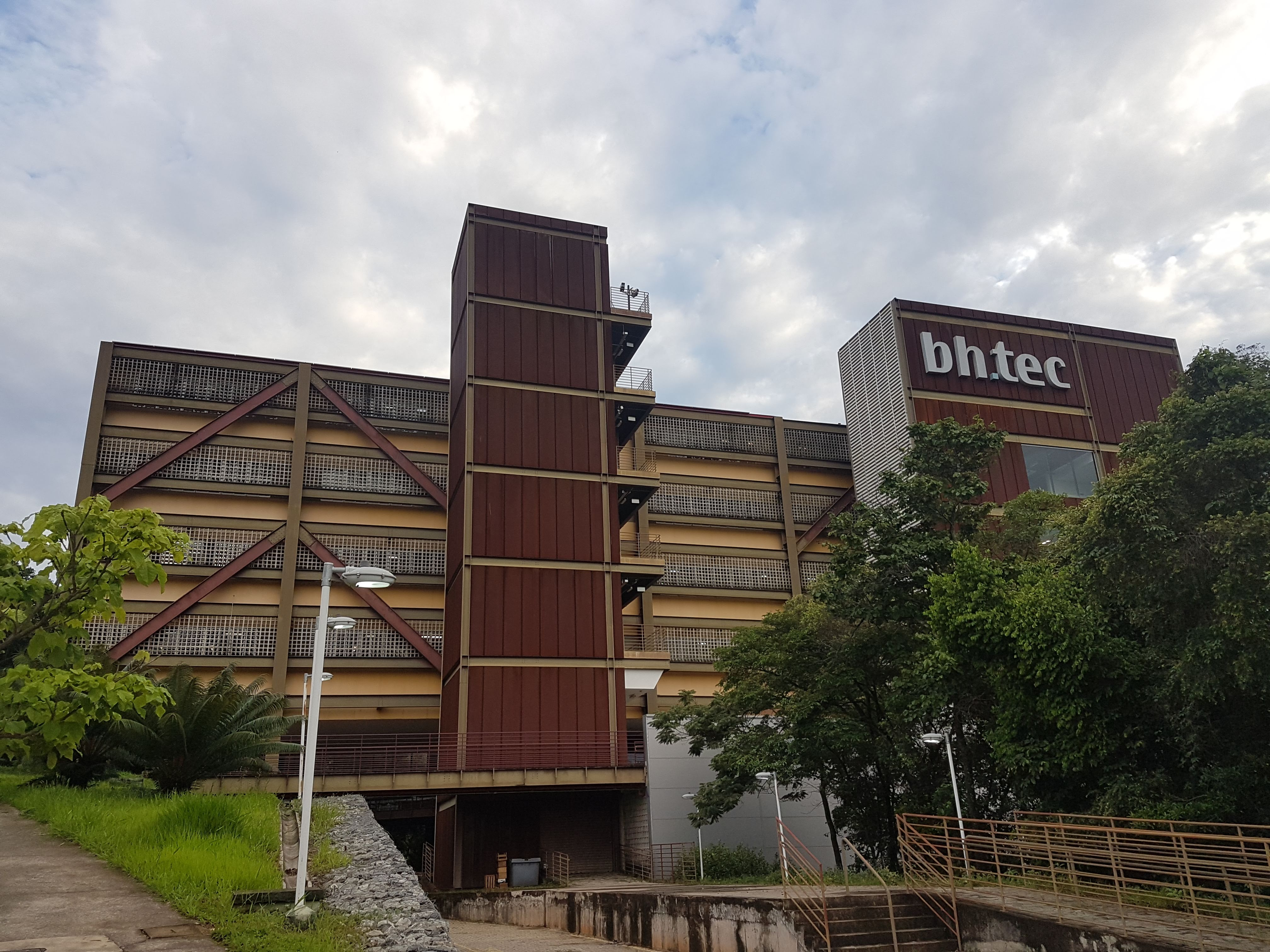
Edificação no BH-TEC.

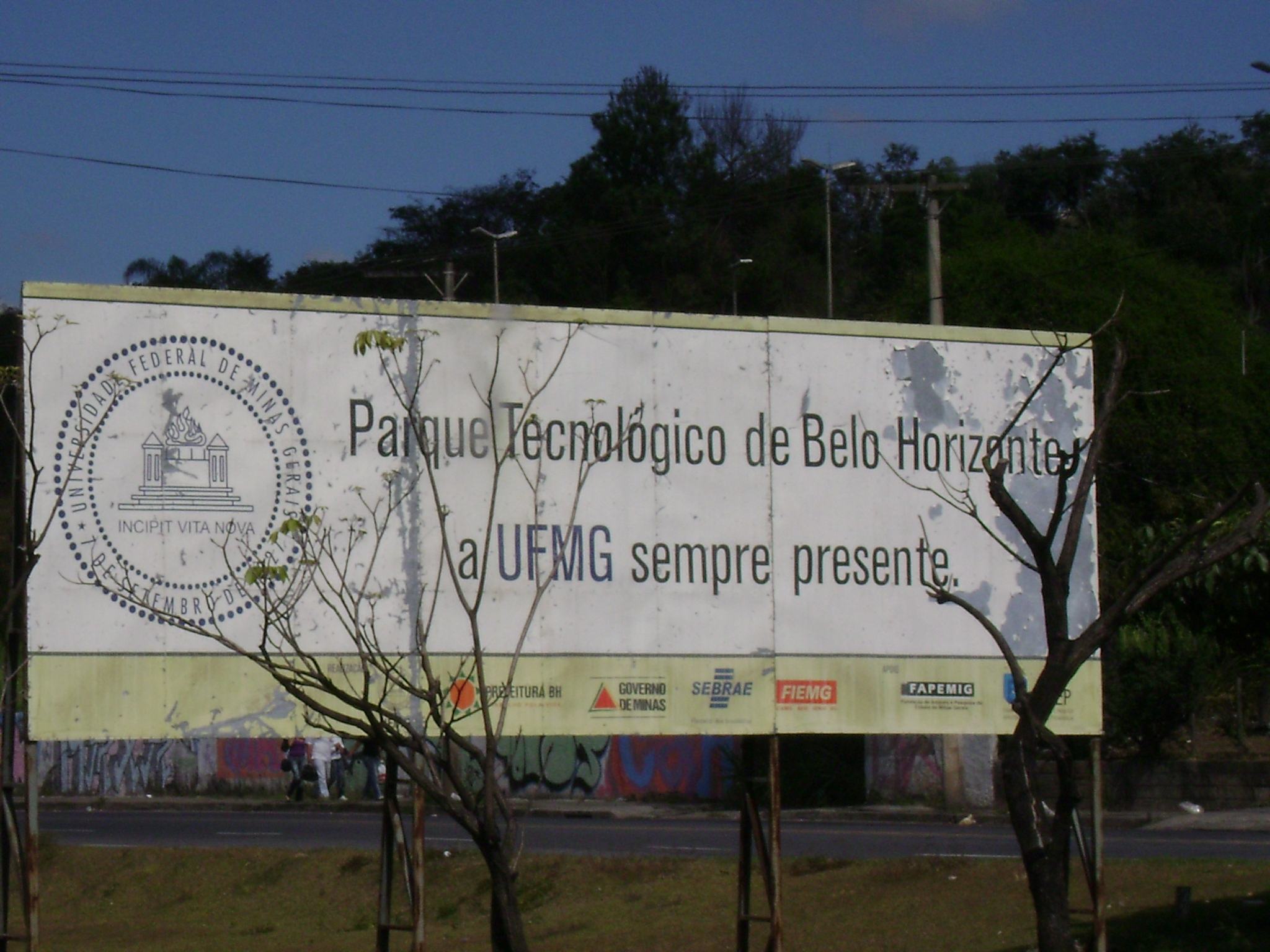
Placa informativa sobre o BH-TEC.

Parque Tecnológico de Belo Horizonte, mais conhecido como BH-TEC, é um centro de inovação e pesquisa de 600 mil metros localizado no bairro Engenho Nogueira. Foi construindo através de uma parceria da Prefeitura de Belo Horizonte, Governo de Minas, Universidade Federal de Minas Gerais (UFMG), SEBRAE (MG) e FIEMG. Atualmente seu diretor presidente é o ex-reitor da UFMG Ronaldo Tadeu Pena.
O BH-TEC se localiza em uma parte do Campus da UFMG limitada pela avenida Avenida Presidente Carlos Luz, Rua Professor José Vieira de Mendonça e o Anel Rodoviário (Belo Horizonte).

## Sobre
O BH-TEC é uma associação civil de direito privado, de caráter científico, tecnológico, educacional e cultural, sem fins lucrativos, que funciona como um condomínio que abriga empresas que se dedicam a investigar e produzir novas tecnologias e centro públicos e privados de Pesquisa & Desenvolvimento